# Hannah More

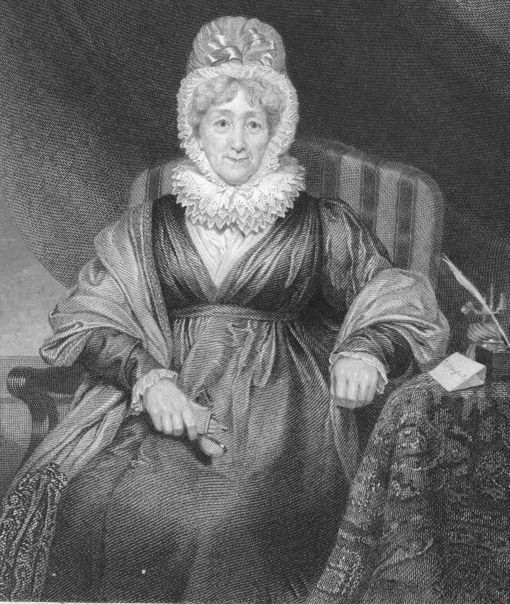
Grabado de Hannah More por H.W. Pickersgill en la National Portrait Gallery of Illustrious and Eminent Personages of the Nineteenth Century.

Hannah More (2 de febrero de 1745 - 7 de septiembre de 1833) fue una escritora y filántropa inglesa especializada en religión. Es principalmente reconocida por haber pertenecido al selecto círculo de Johnson, Reynolds y Garrick, por sus obras puritanas, y por sus prácticas como filántropa. 

## Biografía

### Primeros años
Nacida en 1745 en Fishponds en la parroquia de Stapleton, cerca de Bristol, fue la cuarta de cinco hijas de Jacob More, quien, antiguamente perteneciente a una familia prebisteriana en Norfolk, había comenzado a formar parte de la Iglesia de Inglaterra, como Tory y como director de escuela en Gloucestershire. En 1756, la hermana mayor de Hannah More, Mary, estableció una escuela dominical en 6 Trinity Street en Bristol, la cual mudó pocos años más tarde a Park Street. Hannah More comenzó a asistir a los doce años de edad, y continuó en la escuela como maestra al convertirse en adulta. Sus primeras obras literarias fueron obras teatrales pastorales, adaptadas para ser interpretadas por mujeres jóvenes. La primera fue escrita en 1762 bajo el título The Search after Happiness; a mediados de la década de 1780, ya se habían vendido más de diez mil copias. Metastasio fue uno de sus modelos literarios: su ópera Attilio Regulo fue la inspiración para su drama The Inflexible Captive. 

### Carrera literaria
En 1767 More dejó de trabajar en la escuela luego de comprometerse con William Turner, un hombre de Wraxall, Somerset. La boda nunca se llevó a cabo, sin embargo, y luego de negarse, Hannah More se vio obligada a aceptar un ingreso de £200 anuales por parte de Turner. Esto le permitió vivir en una forma más desahogada, y en el invierno de 1773 y 1774 se mudó a Londres. Algunos versos que había escrito basándose en la versión de David Garrick de El Rey Lear llevaron a una amistad con el famoso actor y dramaturgo; pronto More conoció también a Elizabeth Montagu y a Joshua Reynolds. En un período corto trabó amistad con Samuel Johnson, Edmund Burke y con la elite literaria londinense. Garrick escribió el prólogo y el epílogo para su tragedia Percy, la cual fue interpretada con un gran éxito en el Covent Garden en diciembre de 1777. 
Otro drama, The Fatal Falsehood, escrito en 1779 luego de la muerte de Garrick, fue menos exitoso. En 1781 conoció a Horace Walpole, y a partir de ese momento comenzó una amistad que duraría muchísimo tiempo. En Bristol descubrió a Ann Yearsley (1753–1806), una poeta que trabajaba como lechera, y obtuvo una gran suma de dinero de sus obras. Lactilia, como era llamada Yearsley, publicó Poems, on Several Occasions en 1785, obteniendo £600 de ganancias. More y Montagu mantuvieron las regalías para protegerlas del esposo de Yearsley: Anne Yearsley deseaba recibir el dinero, y hacía insinuaciones de robárselo a More, obligándola a dárselo. Estas fallas literarias y sociales causaron que More fuese excluida de los círculos intelectuales de Londres. 
Hannah More publicó Sacred Dramas en 1782 y rápidamente se expandió hasta tener diecinueve ediciones. Esta colección y los poemas Bas-Bleu y Florio (1786) marcaron su gradual transición a llevar una vida más seria, lo cual fue expresado completamente en prosa, en su obra Thoughts on the Importance of the Manners of the Great to General Society (1788), y An Estimate of the Religion of the Fashionable World (1790). En este punto ya conocía a William Wilberforce y Zachary Macaulay, con quienes coincidía en sus opiniones religiosas y con los que militó en la sociedad antiesclavista conocida como Secta de Clapham. Publicó un poema basado en la esclavitud en 1788, y por muchos años trató con Beilby Porteus, un abolicionista. 
En 1785 compró una casa en Cowslip Green, cerca de Wrington, al norte de Somerset, en donde llevó una vida más relajada junto con su hermana Martha, y escribió varios libros y tratados sobre ética: Strictures on Female Education (1799), Character of a Young Princess (1805), Coelebs in Search of a Wife (1809), Practical Piety (1811), Christian Morals (1813), Character of St Paul (1815), y Moral Sketches (1819). Sus obras eran escritas con rapidez, por lo que sus libros tienen un género discursivo, animado e informal. La originalidad de los escritos de More explican su extraordinaria popularidad. También escribió varias rimas y cuentos en prosa, siendo el primero Village Politics, by Will Chip (1792), para contrarrestar las doctrinas de Tom Paine y la influencia de la Revolución francesa. 
El éxito de Village Politics indujo a More a comenzar la serie de Cheap Repository Tracts, la cual fue producida por Hannah y sus hermanas desde 1795 hasta 1797 con un saldo de tres impresiones al mes. Tal vez la más famosa de estas obras es The Shepherd of Salisbury Plain, en la cual se describe una familia que realiza grandes esfuerzos alegremente para sobrevivir. Fue traducido a varios idiomas, y circularon dos millones de copias en un año, dirigidas principalmente a los más humildes para enseñarles las virtudes de la sobriedad, la humildad y otras características incluidas en la Constitución del Reino Unido.

## Obras filantrópicas y últimos años

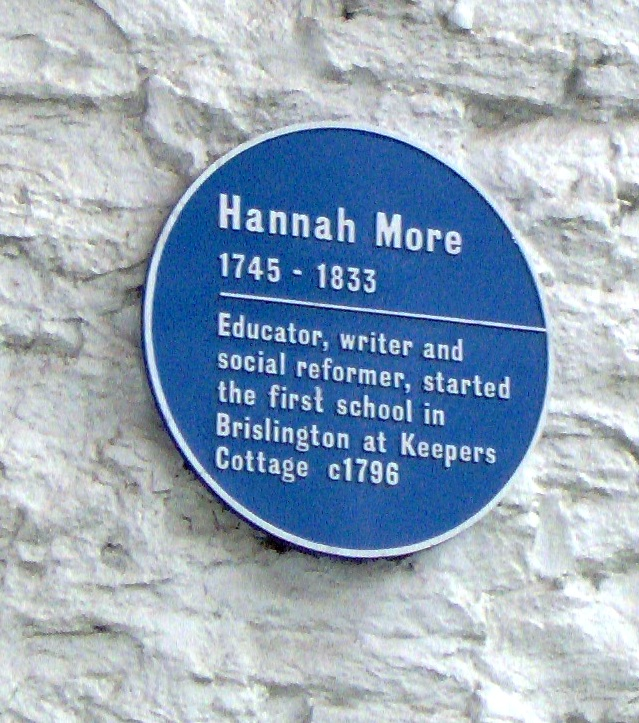
Placa azul en la pared de Keepers Cottage, Brislington

A finales de la década de 1780, Hannah y Martha More realizaron obras filantrópicas en el área de Mendip, luego de ser alentadas por William Wilberforce y de haber visto las malas condiciones de vida en el lugar al visitar Cheddar en 1789. Fue fundamental en la creación de doce escuelas en 1800 en las cuales se impartían clases de lectura, religión y catecismo (aunque no de escritura) a los niños de menos recursos. Las hermanas More se encontraron con mucha oposición en su trabajo: los granjeros opinaban que la educación, incluso la que se limitaba a enseñar a leer, era perjudicial para la agricultura, y el clero, cuya negligencia estaba saliendo a la luz, las acusó de tener tendencias liadas con el metodismo. Durante aquellos años, filántropos provenientes de todo el mundo fueron a Inglaterra para observar la obra de la brillante anciana, ya que More había logrado mantener sus facultades hasta dos años antes de su fallecimiento. Pasó los últimos cinco años de su vida en Clifton, y falleció el 7 de septiembre de 1833. Se encuentra enterrada en la iglesia All Saints, en Wrington.